# Марица Косановић
Марица Косановић, рођена Тесла (Смиљан, 1858 – Загреб, 1938) била је српски полиглота и публициста. Косановићева је била сестра Николе Тесле и мајка Саве Косановића.

## Биографија
Марица Косановић, девојачко Тесла рођена је 1858. године у Смиљану од мајке Георгине-Ђуке Мандић и оца Милутина Тесле, православног свештеника, који је у Плашком завршио Богословију. Удала се за плашчанског проту Николу Косановићa Николадина са којим је родина четири сина.
Остала је удовица у 41. години и сама је подизала децу. Успела је да синовима обезбеди високо образовање, али се трудила да и она постигне што веће образовање, што је у тој средини у то време била реткост за жене. Перфектно је говорила француски, италијански, немачки и чешки. Знала је око 60.000 стихова из разне светске књижевности. Годинама је сарађивала у листовима Србобран, Бранко и Budapester Tagblam. У интезивном дописивању са братом Николом исказивала је изванредну сестринску љубав као и лепоту и богатство крајишког ијекавског језика.
Заступала је брата Николу на свечаној академији, која је одржана 28. 05. 1936. године на Коларчевом универзитету у Београду поводом његовог осамдесетог рођендана.
За Маричиног сина Драгишу зна се само да је био је аустроугарски пуковник, а за Љубишу да је био економиста. 
Милутин је рођен 1890. године а 1941. године је погинуо у Сарајеву за време бомбардовања где је био распоређен као резервни санитетски капетан. Неколико година је као хирург и начелник хирургије радио у Огулинској болници а касније у Загребу. У народу је остао запамћен као врло хуман лекар. Имао је обичај да је мање операције изводио за сиромашне грађане, да не би плаћали лекарске трошкове, код њихове куће, обилазио из је и превијао. Врло је брзо деловао у случајевима епидемија. Када би сусрео трудницу саветовао јој је да дође у болницу ради порођаја, јер је било случајева да су породиље умирале.
Сава је рођен 29. маја 1894. године а умро у Београду 15. септембра 1956. године. Завршио је правни факултет у Будимпешти. Био је политичар, публициста и дипломата, велики патриота и антифашиста.
Ниједан од синова се није оженио па је ова породица остала без потомака.
Марица је умрла у једном загребачком санаторијуму 27. октобра 1938. године у својој осамдесетој години. Сахрањена је у Загребу 29. октобра 1938. године.
Од свих сестара и родбине Никола се највише дописивао са Марицом. У једном од писама, сестра му пише: "У Плашком 25.6.1894. ... За ово неколико година од како га ти прослави, поскочило је Српство у цијени пред странијем народима, а и Хрвати морају увлачити роге у се. Свакако не смију ти рећи више да си Хрват, него свуда веле, "наш дични, наш велики земљак."..." .